# Johann Grabenhofer
Johann Grabenhofer (* 16. Dezember 1903 in Unterschützen; † 22. Dezember 1990 ebenda) war ein österreichischer Landwirt in Unterschützen und Politiker (ÖVP). Grabenhofer war verheiratet und Abgeordneter zum Burgenländischen Landtag sowie Präsident des Landtags. 
Grabenhofer wurde als Sohn des Landtagsabgeordneten und Nationalrats Gottlieb Grabenhofer aus Unterschützen geboren und besuchte bis 1917 die Volksschule und das Gymnasium Oberschützen. Grabenhofer wurde wie sein Vater Landwirt und leitete von 1928 bis 1945 die Obstbaumschule in Jormannsdorf. 1957 wurde er zum Ökonomierat ernannt. 
Grabenhofer war von 1945 bis 1962 Obmann der Lagerhausgenossenschaft Großpetersdorf und hatte zwischen 1945 und 1976 die Funktion des Obmann-Stellvertreters der Molkereigenossenschaft Oberwart inne. Grabenhofer war zudem zwischen 1949 und 1976 Obmann der Oberwarter Volksbank und zwischen 1955 und 1968 Vorstandsmitglied der Raiffeisenbank Burgenland.
In der Berufsvertretung war Grabenhofer von 1945 bis 1959 als Bezirksbauernbundobmann im Bezirk Oberwart engagiert und war zwischen 1947 und 1952 3. Präsident der Burgenländischen Landwirtschaftskammer. Grabenhofer wurde am 4. Jänner 1946 als Abgeordneter der ÖVP im Burgenländischen Landtag angelobt und gehörte während der V. und VI. Gesetzgebungsperiode dem Landtag an. Grabenhofer schied am 19. März 1953 aus dem Landtag aus. Während der VI. Gesetzgebungsperiode, ab 4. November 1949, war Grabenhofer 1. Präsident des Landtags.